# Otero de Sanabria
Otero de Sanabria és una entitat local menor sanabresa ubicada a l'oest del municipi de Palacios de Sanabria, a la província de Zamora, Espanya, coneguda per ser un poble de menys de 30 habitants on està prevista la construcció d'una estació d'AVE del mateix nom.
En el seu terme es troba el Santuari de La nostra Senyora dels Remeis, patrona de Sanabria, en el qual tots els anys, el primer diumenge d'octubre, se celebra un romiatge, que atreu nombrosos pelegrins de tota la comarca.

## Geografia
És un poble de la província de Zamora situat a la vall del Tera, al costat de l'autovia A-52, a la comarca de Sanabria. El Parc Natural del Llac de Sanabria i l'Espai Natural de la Serra de la Colobra es troben a pocs quilòmetres de la localitat. Els embassaments de Cernadilla i de Valparaíso, situats a escassa distància de la localitat, són espais aprofitables per a la pràctica d'esports nàutics i altres activitats d'esbarjo.

## Demografia
El nombre d'habitants ha anat descendint en la localitat de manera gradual des de la meitat del segle xx, arribant als 95 (1981) i 26 (2013) segons l'Institut Nacional d'Estadística.

## Comunicacions
Otero de Sanabria està situada al costat de la carretera N-525 i l'autovia de les Ries Baixes (A-52).
Està prevista la construcció en aquesta localitat d'una estació de tren corresponent a la línia d'alta velocitat Madrid-Galícia, l'estació d'Otero de Sanabria. Es va decidir aquesta ubicació després de descartar l'opció inicial de Puebla de Sanabria. Esdevindrà la segona estació d'alta velocitat a la província de Zamora, tot convertint-la en una de les poques d'Espanya amb dues estacions d'aquesta modalitat de ferrocarril.